# Medaglia di Federico III imperatore
La medaglia di Federico III imperatore, in bronzo fuso (diametro circa 5,6 cm) fu realizzata da Bertoldo di Giovanni  nel 1469.

## Storia
La medaglia celebra la storica visita di Federico III d'Asburgo a Roma del 1468, con l'incontro di papa Sisto IV. Sisto era ben ammanicato con la corte fiorentina, per cui può aver chiesto all'artista una celebrazione dell'evento.

## Descrizione e stile
La medaglia mostra sul recto il ritratto dell'imperatore, con lungo il bordo l'iscrizione "FREJERICVS • TERCIVS  ROMANORVM IMPERATOR • SENPER • / AVGVSTVS ", posta in maniera asimmetrica, ma estremamente calibrata, in modo da dare un senso di movimento ignoto alla medaglistica anteriore.
Il verso, contorniato, è ricco di figure che si adattano alla forma della medaglia. Sul ponte Sant'Angelo l'imperatore a cavallo, con la spada levata, crea nuovo cavalieri che vengono benedetti dal papa, a sinistra. Il tutto si svolge alla presenza di numerosi cardinali e armigeri, il tutto con notevole scioltezza e senso della composizione. Lungo il ponte, tra due putti che reggono un festone all'antica, si legge un'iscrizione in latino con influssi volgari: CXXII EQVITE CREAT RALEN / DI IANVARI MCCCCLXIX . In basso, sotto l'arco, rami e la punta di un navicello che sta per attraversare il passaggio.